# Algirdas Šemeta
Algirdas Gediminas Šemeta, né le 23 avril 1962 à Vilnius, est un homme politique lituanien.
Il est un ancien commissaire européen, chargé de l'Union douanière de 2010 à 2014 et du budget durant la seconde moitié de l'année 2009. Haut fonctionnaire lituanien, il a été deux fois ministre des Finances, entre 1997 et 1999, puis de 2008 à 2009, dans deux gouvernements de centre-droit.

## Biographie

### Formation
En 1985, il obtient un diplôme d'économiste-mathématicien de l'Université de Vilnius et est engagé pour cinq ans comme économiste à l'Institut d'économie de Lituanie. Il commence ensuite une longue carrière dans la fonction publique lituanienne.

### Carrière
Tout d'abord, il travaille comme directeur de sous-division à la division de la stratégie pour le développement économique du ministère de l'Économie de Lituanie, puis devient directeur adjoint du bureau gouvernemental des privatisations en 1991. L'année suivante, il est nommé président de la commission des valeurs mobilières pour un mandat de cinq ans.
En 1998, il prend la tête de la compagnie publique Nalšia, mais doit renoncer à cette fonction un an plus tard pour devenir secrétaire général du gouvernement de Lituanie jusqu'en 2001, quand il obtient le poste de directeur général du département des statistiques.

### Vie privée
Marié, il est père de quatre enfants.

## Parcours politique

### Ministre des Finances
Indépendant de tout parti politique, il est nommé ministre des Finances de Lituanie pour la première fois le 19 février 1997, à 34 ans. Il doit démissionner environ deux ans plus tard, le 3 mai 1999, du fait de la démission du Premier ministre Gediminas Vagnorius.Après la formation d'une coalition de centre droit par Andrius Kubilius, il retrouve ce poste le 9 décembre 2008.

### Commissaire européen
Il doit cependant y renoncer le 7 juillet suivant, ayant été désigné pour succéder à Dalia Grybauskaitė au poste de commissaire européen à la Programmation financière et au Budget. Le 27 novembre 2009, Algirdas Šemeta est proposé par José Manuel Durão Barroso comme commissaire européen à la Fiscalité, à l'Union douanière, à l'Audit et à la Lutte anti-fraude dans le cadre de la formation de sa nouvelle équipe. Celle-ci reçoit l'investiture du Parlement européen le 9 février 2010 et Šemeta prête serment dès le lendemain. Il quitte ses fonctions fin 2014 et est remplacé par le français Pierre Moscovici.